# Departament del Santerno
El departament del Santerno fou una divisió administrativa de la República Cispadana. Rebia el seu nom del riu Santerno.
Inicialment era part del departament del Reno però l'1 de juny del 1797, sota demanda popular, fou establert el nou departament del Santerno, del que fou capital la ciutat d'Imola, i que es dividia en els cantons de Lugo, Massalombarda, Bagnacavallo, Cotignola, Conselice, Castel Bolognese, Castel del Rio, Fontana, Riolo, Fusignano, Mordano, Bagnara, Dozza, Casola Valsenio, Sant'Agata, Casal Fiumanese i Sassoleone (els límits del departament eren el Sillaro a l'oest; el Senio a l'est; la muntanya de la Faggiuola i Pratolungo al sud; i el riu Reno al nord).
El departament fou suprimit el desembre del 1797.